# Tour de Goa
Pour les articles homonymes, voir Goa (homonymie).
La tour de Goa ([ɡwa]) (en catalan : torre de Goà) est une tour à signaux médiévale située sur la frontière communale entre Sahorre et Casteil dans le département français des Pyrénées-Orientales. Elle faisait partie du système défensif pyrénéen mis en place par les rois de Majorque.

## Situation

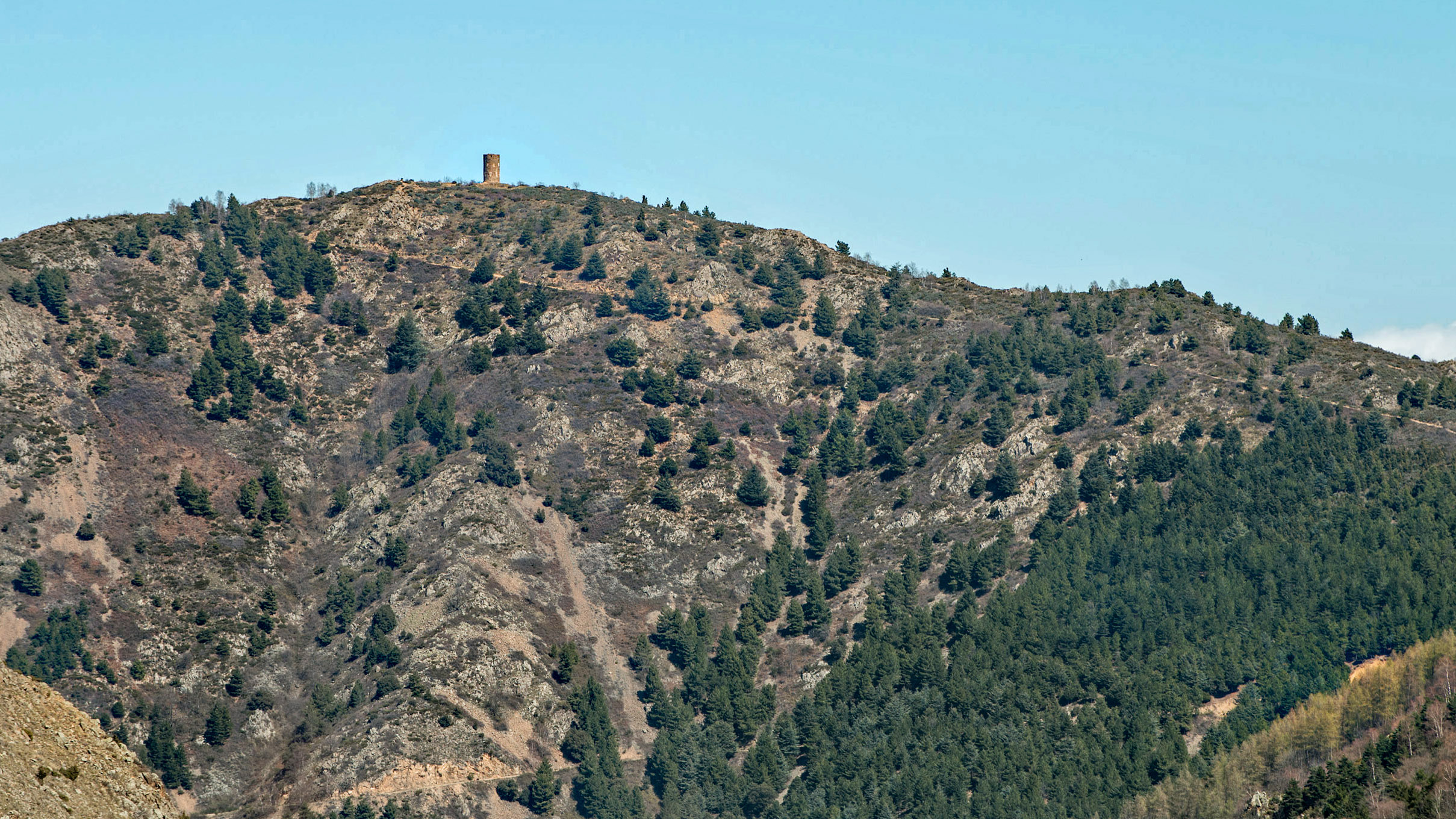
La tour, vue depuis le sud-ouest.

La tour est située à 1 264 m d'altitude sur une éminence rocheuse, point culminant de la crête surplombant les localités de Vernet-les-Bains, Sahorre et Casteil. Du fait de cet emplacement stratégique, la tour offre un large panorama.

## Histoire
L'édifice fortifié a été construit à l'époque des rois de Majorque vers le XIIIe siècle. Il permettait à donner l'alerte par signaux de fumée et communiquait avec tout un réseau de tours environnantes.
Il est inscrit monument historique le 21 décembre 1982 et a été restauré en 1990.

## Description
Il s'agit d'une tour ronde d'un diamètre de 12 mètres. Elle comporte un rez-de-chaussée et deux étages, comportant chacun une salle voûtée. Le système de défense comporte une porte d'entrée surélevée, des meurtrières aux deux étages encadrées par des blocs de marbre bien appareillés. À cela s'ajoute le toit d'où les guetteurs pouvaient décocher leurs flèches.
La tour de Goa et celle de Cabrils sont visibles l'une de l'autre.

## Accès
La Tour de Goa est accessible à partir de Vernet-les-Bains de deux manières : 
- en voiture, en montant au col de Jou et en rejoignant à pied la Tour de Goa en 30 minutes de marche ;
- le circuit de randonnée qui passe par les crêtes via le Pic de la Pena, le Puig de la Falguerosa et le pic de la Riudera. Le retour se fait par le col des Manchas.